# Медельїн
Медельїн (ісп. Medellín, МФА: [meðeˈʝin], офіційно Municipio de Medellín) — друге за розміром місто Колумбії, адміністративний центр департаменту Антіокія. Медельїн називають промисловою столицею Колумбії, крім того, місто має прізвиська «Місто вічної весни», «Столиця гір», «Місто квітів», «Столиця орхідей», «Прекрасне село», «Срібна чашка». Покровителька — Діва Марія Канделярійська.

## Географія
Місто розташоване на півночі Анд в долині Абурра, на берегах невеликої річки Порса. Завдяки півторакілометровій висоті над рівнем моря і західним вітрам з Тихого океану, типова для екватора волога задуха практично відсутня в місті, і в цілому клімат Медельїна можна назвати дуже комфортним для життя людини.

### Клімат
Місто знаходиться у зоні, котра характеризується вологим тропічним кліматом. Найтепліший місяць — березень із середньою температурою 22.8 °C (73 °F). Найхолодніший місяць — жовтень, із середньою температурою 21.7 °С (71 °F).
| Клімат Медельїна        | Клімат Медельїна | Клімат Медельїна | Клімат Медельїна | Клімат Медельїна | Клімат Медельїна | Клімат Медельїна | Клімат Медельїна | Клімат Медельїна | Клімат Медельїна | Клімат Медельїна | Клімат Медельїна | Клімат Медельїна | Клімат Медельїна |
| Показник                | Січ.             | Лют.             | Бер.             | Квіт.            | Трав.            | Черв.            | Лип.             | Серп.            | Вер.             | Жовт.            | Лист.            | Груд.            | Рік              |
| Абсолютний максимум, °C | 32               | 32               | 35               | 33               | 32               | 32               | 31               | 32               | 32               | 31               | 32               | 30               | 35               |
| Середній максимум, °C   | 26               | 26               | 26               | 26               | 26               | 26               | 26               | 26               | 26               | 25               | 25               | 25               | 26               |
| Середня температура, °C | 22               | 22               | 22               | 22               | 22               | 22               | 22               | 22               | 22               | 21               | 21               | 21               | 22               |
| Середній мінімум, °C    | 17               | 18               | 18               | 18               | 18               | 18               | 17               | 17               | 17               | 17               | 17               | 17               | 17               |
| Абсолютний мінімум, °C  | 12               | 10               | 13               | 12               | 13               | 12               | 13               | 11               | 11               | 12               | 13               | 12               | 10               |
| Норма опадів, мм        | 50               | 60               | 100              | 180              | 190              | 130              | 110              | 130              | 150              | 200              | 140              | 80               | 1570             |
| ----------------------- | ---------------- | ---------------- | ---------------- | ---------------- | ---------------- | ---------------- | ---------------- | ---------------- | ---------------- | ---------------- | ---------------- | ---------------- | ---------------- |
| Джерело: Weatherbase    |                  |                  |                  |                  |                  |                  |                  |                  |                  |                  |                  |                  |                  |

## Історія

### У складі Іспанської імперії
Першими європейцями, що відвідали територію, де сьогодні знаходиться Медельїн, стали іспанці з експедиції конкістадора Хорхе Робледо, які обстежили район у серпні 1541 року та які назвали його долиною Св. Варфоломія. Втім, ця назва так і не прижилася, і надалі іспанці стали називати долину її місцевим ім'ям — Абурра.
У 1574 році іспанський поселенець Гаспар де Родас звернувся до Ради провінції Антіокія з проханням виділити йому чотири квадратні милі території долини для заснування скотарського ранчо. Рада, після деяких роздумів, погодилася виділити половину від запитуваної. Організація ранчо поклала початок економічному розвитку долини і зростанню її населення.

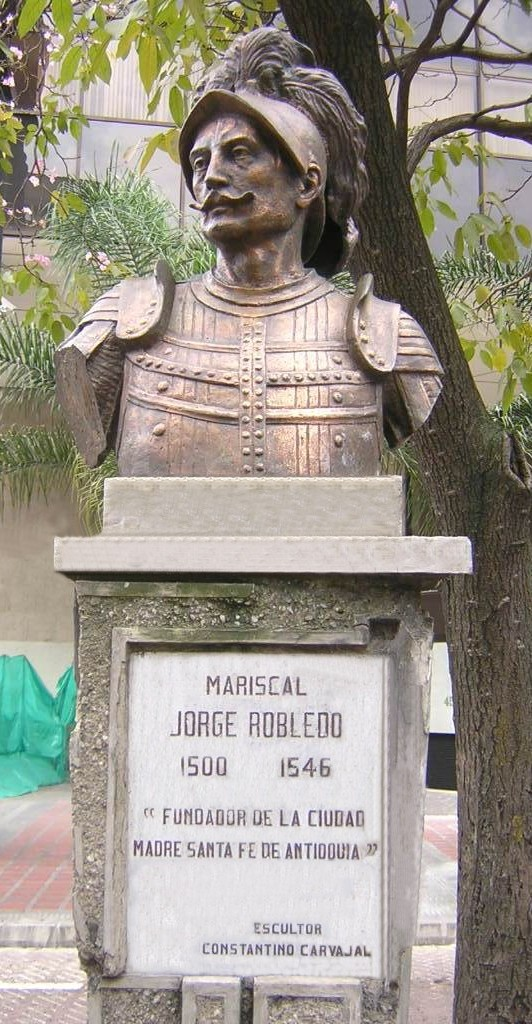
Хорхе Робледо, першовідкривач долини Абурра

У 1616 році недавній переселенець з Іспанії Франциско де Герера заснував село Сан-Лоренцо (Poblado de San Lorenzo), що і вважається датою заснування Медельїна. Сьогодні це один з найпрестижніших районів міста, званий Ель-Побладо (ісп. El Poblado — «село»).
Бурхливе зростання міста почалося в середині XVII століття, коли в Антіокії стали розробляти родовища золота. Завдяки зручному розташуванню на півдорозі між тодішньою столицею провінції, містом Санта-Фе-де-Антіокія, і золотими копальнями, долина Абурра швидко стала основним постачальником продовольства в провінції. Із зростанням чисельності мешканців і їх добробуту все більш наполегливими ставали вимоги введення місцевого самоврядування, чому протидіяла влада Санта-Фе-де-Антіокія, побоюючись, що столичні функції будуть передані новому місту. Як показав час, їхні побоювання були не марними, хоч і дещо передчасними. 22 листопада 1674 королева Іспанії Маріанна підписала указ про формування міської ради, але столицею Антіокія Медельїн став тільки у 1826 році, вже після отримання країною незалежності від Іспанії. Перший в історії міста перепис населення (1675) нарахував у ньому 3 000 мешканців, другий (1787) — 14 500.

### Постколоніальна історія
Незалежність від Іспанії не принесла Колумбії ні політичної стабільності, ні економічного процвітання. Усе XIX століття було заповнене економічними кризами, воєнними переворотами, повстанськими рухами та громадянськими війнами. Медельїн не став винятком, хоча протягом століття його населення і зросло в три рази, а економіка стала спиратися переважно на текстильну промисловість та металургію. Після закінчення жорстокої і кровопролитної Тисячоденної війни 1899—1902 років сприятливе географічне розташування міста нарешті зіграло свою роль — населення стрімко збільшувалася (з 60 000 в 1905 році до 360 000 на 1951 рік), зростала економіка, з'являлися нові галузі промисловості. Основним експортним товаром стали какао-боби.
Протягом останньої чверті XX століття місто Медельїн вважалося штаб-квартирою Пабло Ескобара, лідера кримінального угруповання, який займав сьоме місце серед багатих людей світу, завдяки торгівлі наркотиками, за версією журналу Forbes 1989 року. У зв'язку з цим місто придбало недобру славу столиці світового наркобізнесу. Оскільки Ескобар і його колеги заснували свій бізнес в Медельїні, в американських ЗМІ їх організацію називали «Медельїнський кокаїновий картель». Ескобар вів терористичну війну (1980-ті — 1990-ті рр.) проти колумбійського уряду, який намагався видати наркобарона владі США, поки той не був убитий в перестрілці з поліцейськими силами 2 грудня 1993 року.

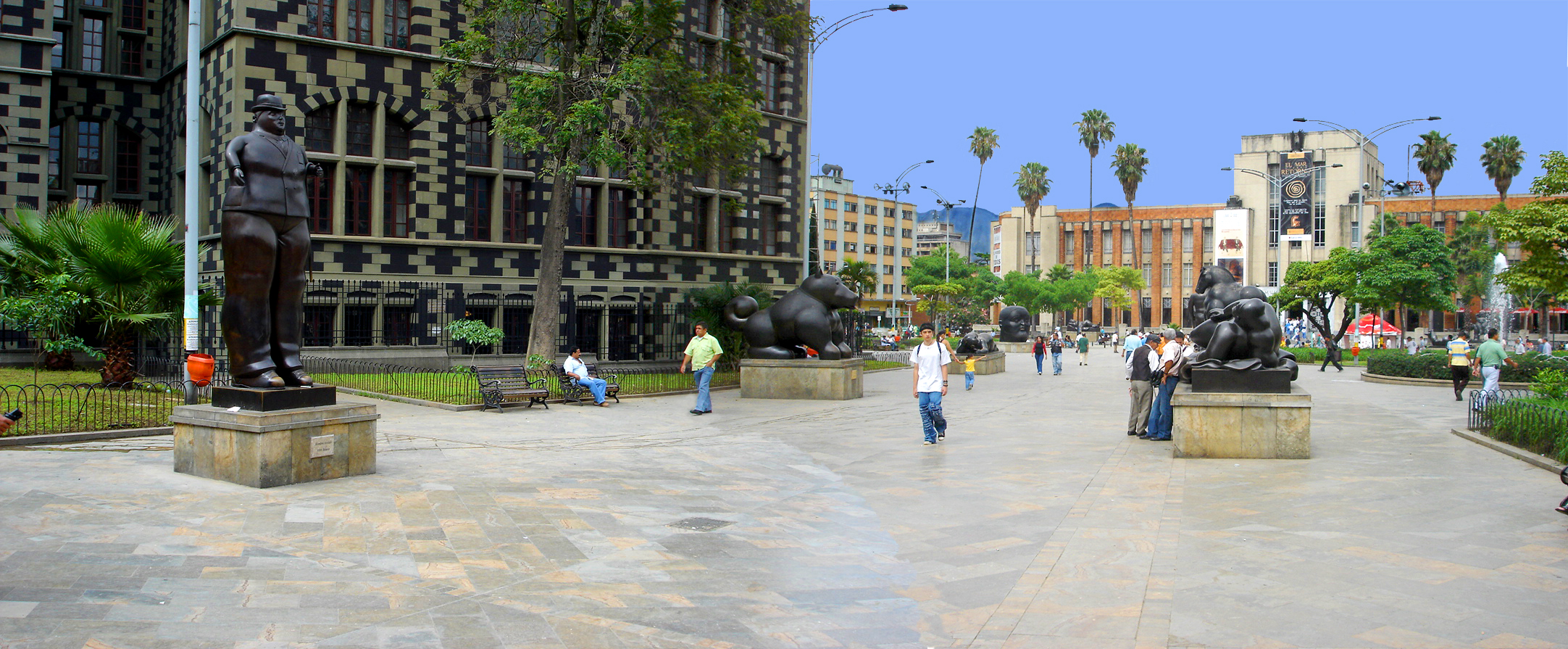
Площа Ботеро

Місто придбало колишню промислову динаміку розвитку на початку XXI століття, було побудовано метро, вдосконалена міська інфраструктура, поліція домоглася істотних успіхів у боротьбі зі злочинністю. В даний час Медельїн став сучасним, економічно розвиненим містом, що привертає безліч туристів щороку. У рейтингу світових міст GaWC Медельїн є Гамма-містом, стоячи в одному ряду з Баку, Дурбаном або Гонолулу.

## Економіка
Медельїн володіє сучасною, високорозвиненою диверсифікованою економікою, основу якої складають:
- чорна металургія
- текстильна промисловість
- виробництво будматеріалів
- харчова промисловість
- нафтохімія
- банківська справа
- сфера послуг

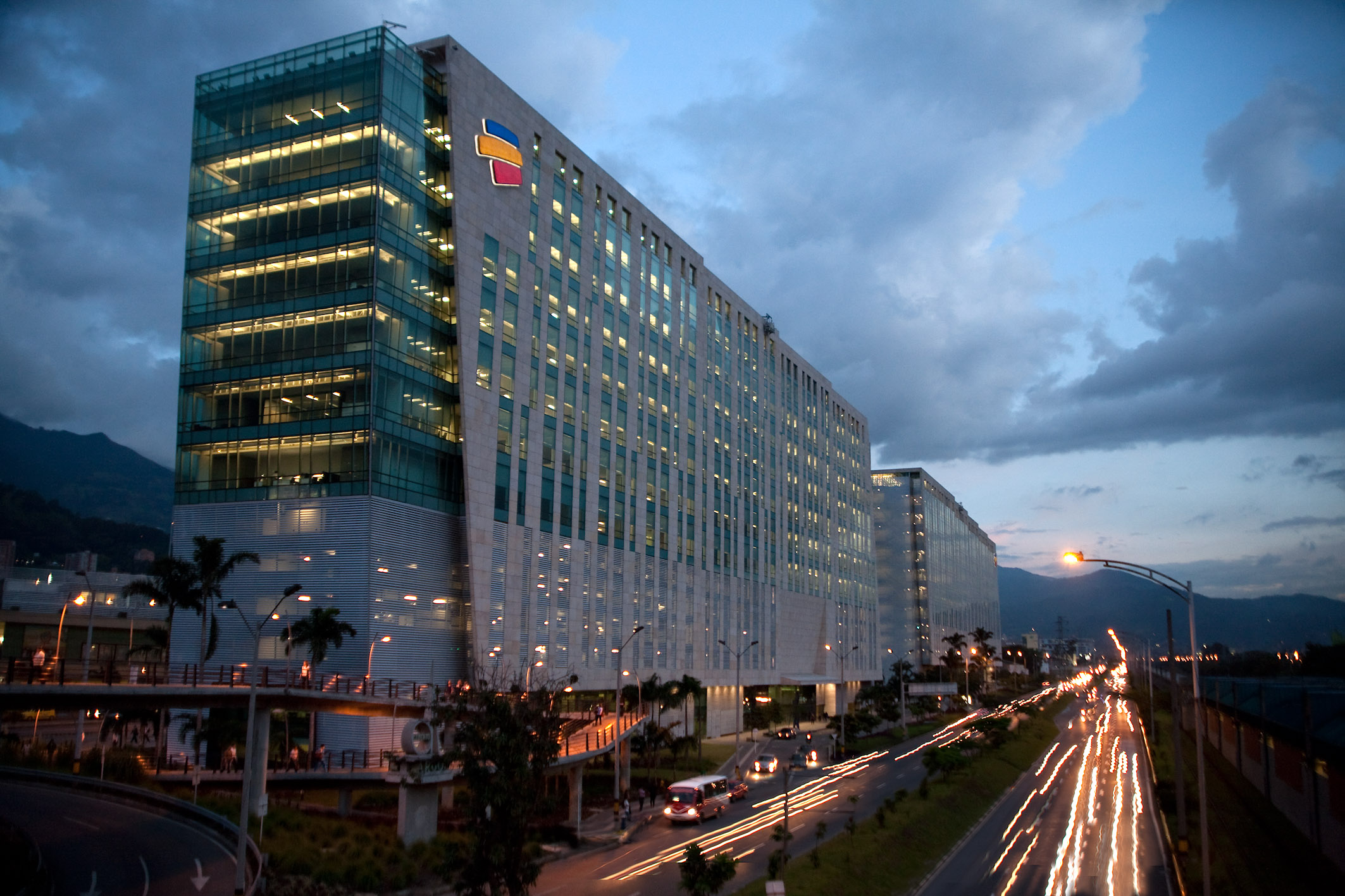
Штаб-квартира Bancolombia, найбільшого банку Колумбії і одного з найбільших в Латинській Америці

У місті розміщена штаб-квартира найбільшої в Колумбії фінансово-промислової групи Grupo Empresarial Antioqueño, що створює 5,5 % ВВП країни, а в цілому Медельїн створює 11 % колумбійського ВВП, і є другим за значимістю економічним центром країни після столиці.
Після припинення гангстерських воєн на вулицях Медельїн став популярним туристичним напрямком (третій в країні після Картахени і Боготи). Також місто славиться в Колумбії своїми солодощами, традиції приготування яких були завезені сюди християнськими біженцями з Османської імперії. Важливу роль відіграє вирощування та експорт квітів.

## Транспорт

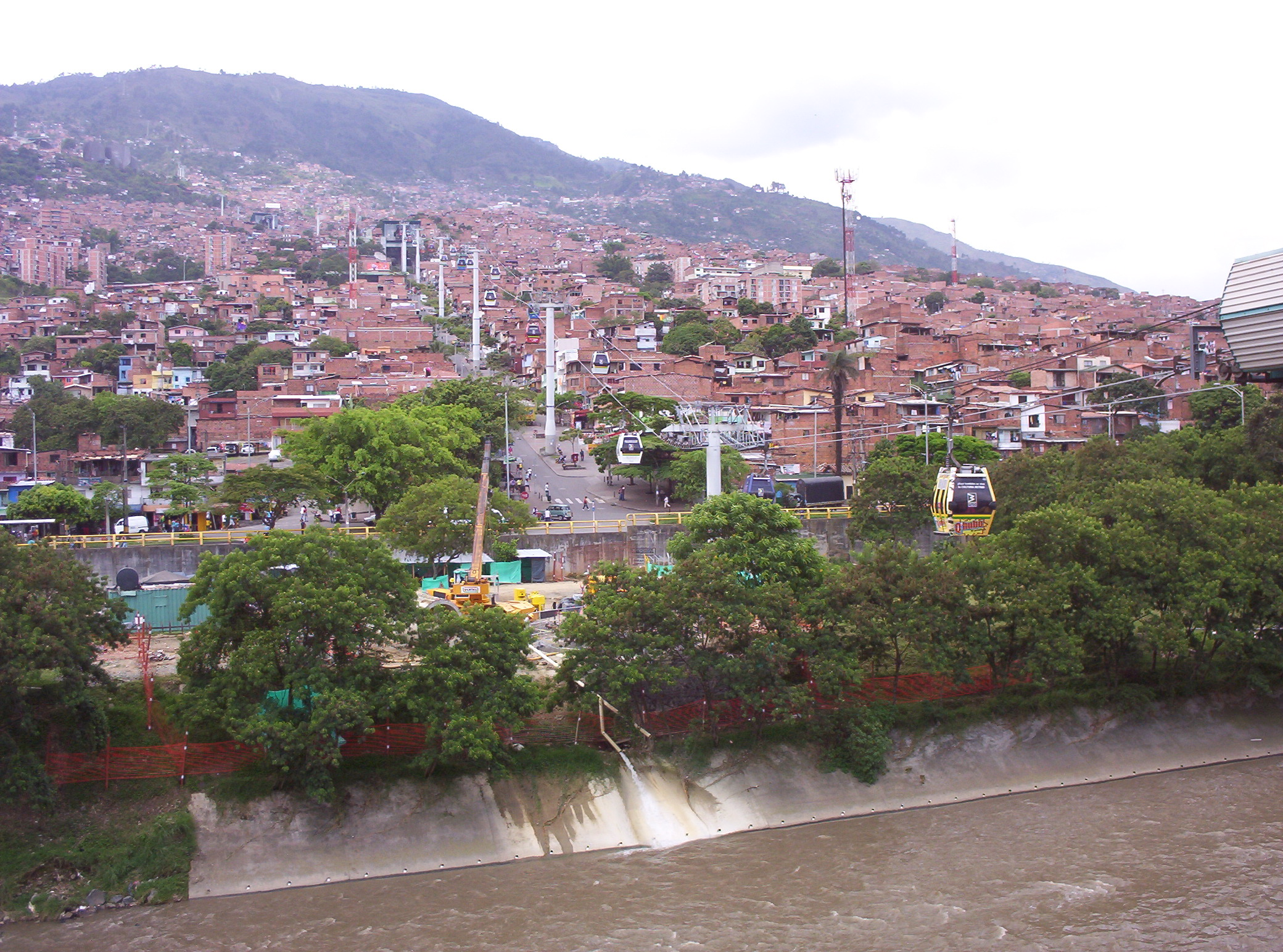
Канатна дорога в Медельїні

Медельїн обслуговує Міжнародний аеропорт ім. Хосе Кордови (IATA: MDE, ICAO: SKRG) з пасажирообігом 5,1 млн осіб на рік (2012, друге місце в Колумбії). Регулярні пасажирські рейси здійснюються в усі основні міста країни, а також в Панаму, Маямі, Ліму, Мехіко, Кіто, Мадрид, Нью-Йорк, Сан-Сальвадор, Форт-Лодердейл, Каракас, Пунта-Кану та Віллемстад.
Основою громадського транспорту міста є два автобусних термінали — Північний (Terminal de Transporte Intermunicipal del Norte) і Південний (Terminal de Transporte Intermunicipal del Sur)).

### Метро
У Медельїні єдине на всю Колумбію метро. Вважається одним із найчистіших метрополітенів світу. Має дві гілки і 28 станцій

## Пам'ятки
У Медельїні споруджене «місто Ботеро», назване на честь одного з найзнаменитіших уродженців Медельїна — скульптора Фернандо Ботеро. На площі понад 30 тисяч квадратних метрів розмістилися музей, парк скульптур Ботеро, картинні галереї, студії для художників, зони відпочинку. 
 Головна ідея цього проекту полягає в тому, щоб Медельїн відкрився світу як культурний і мистецький центр, а не як батьківщина ватажка Медельїнського картелю Ескобара. — Фернандо Ботеро
Медельїн також відомий щорічним «Ярмарком квітів» (Feria de las Flores) — великою подією в культурному житті міста.

## Визначні особи
Пабло Ескобар — найвідоміший злочинець 20 ст., відомий своєю жорстокістю, у 1989 р журналом Форбс цей наркобарон був названий одним з найбагатших у світі.

### Уродженці
- Серхіо Кабрера (нар. 1950) — колумбійський кінорежисер, сценарист та оператор.
- Альваро Мунера (нар. 1965) — відомий колумбійський тореадор. Після закінчення кар'єри – активний захисник прав тварин.

## Міста-побратими
- Барселона, Іспанія
- Більбао, Іспанія
- Богота, Колумбія
- Буенос-Айрес, Аргентина
- Калі, Колумбія
- Форт-Лодердейл, США
- Мілан, Італія
- Варна, Болгарія
- Монтеррей, Мексика
- Маямі, США
- Такуарембо, Уругвай